# San Juan Tepezontes
San Juan Tepezontes é um município localizado no departamento de La Paz, em El Salvador.